# Miss Mundo 1995
Miss Mundo 1995 fue la 45.ª edición de certamen de Miss Mundo y se celebró por cuarto año consecutivo en el Centro de Entretenimiento de Sun City en Sun City, Sudáfrica, el 18 de noviembre de 1995. En el certamen de 1995 participaron 85 delegadas de todos los rincones del planeta. El certamen fue presentado por Richard Steinmetz y Bobbie Eakes. Aparte de Sun City, Dubái, Emiratos Árabes Unidos acogió algunos de los segmentos del concurso. La ganadora de ese año fue la venezolana Jacqueline Aguilera.

## Resultados
Estas fueron las diez finalistas que clasificaron en este certamen.
| Resultado Final         | Candidata |
| ----------------------- | --- |
| Miss Mundo 1995         | - Venezuela - Jacqueline Aguilera |
| 1.ª finalista           | - Croacia - Anica Martinović |
| 2.ª finalista           | - Trinidad y Tobago - Michelle Khan |
| 3.ª finalista           | - Israel - Miri Bohadana |
| 4.ª finalista           | - Corea del Sur - Choi Yoon-young |
| Semifinalistas (Top 10) | - Australia - Melissa Porter - Bolivia - Carla Morón - Bulgaria - Evgenia Kalkandzhieva - México - Alejandra Quintero - Sudáfrica - Bernelee Daniell |

### Premiaciones Especiales
- Miss Fotogenia: Jacqueline Aguilera  Venezuela
- Mejor Traje Nacional: Anica Martinović  Croacia
- Miss Personalidad: Toyin Raji  Nigeria
- Mejor Traje de Noche: Manuela Medie  Ghana
- Mejor en Traje de Baño: Miri Bohadana  Israel

### Reinas Continentales
- África: Bernelee Daniell  Sudáfrica
- América: Jacqueline Aguilera  Venezuela
- Asia y Oceanía: Choi Yoon-young  Corea del Sur
- Caribe: Michelle Khan  Trinidad y Tobago
- Europa: Anica Martinović  Croacia

## Candidatas
| - Alemania - Isabell Brauer - Argentina - María Lorena Jensen - Aruba - Tessa Pieterz - Australia - Melissa Porter - Austria - Elizabeth Unfried - Bahamas - Loleta Marie Smith - Bangladés - Yasmin Bilkis Sathi - Barbados - Rashi Holder - Bélgica - Veronique De Kock - Bermudas - Renita Minors - Bolivia - Carla Patricia Moron Peña - Botsuana - Monica Somolekae - Brasil - Elessandra Cristina Dartora - Bulgaria - Evgenia Kalkandjieva - Canadá - Alissa Lehinki - Chile - Tonka Tomicic - Chipre - Isabella Giorgallou - Colombia - Diana Maria Figueroa Castellanos - Corea del Sur - Choi Yoon-young - Costa Rica - Shasling Navarro Aguilar - Croacia - Anica Martinović - Curazao - Danique Regales - Dinamarca - Tine Bay - Ecuador - Ana Fabiola Trujillo Parker - Eslovaquia - Zuzana Spatinova - Eslovenia - Teja Boškin - España - Candelaria Rodríguez Pacheco - Estados Unidos - Jill Ankuda - Estonia - Mari-Lin Poom - Filipinas - Reham Snow Tago - Finlandia - Terhi Koivisto - Francia - Helene Lantoine - Ghana - Manuela Medie - Gibraltar - Monique Chiara - Grecia - Maria Boziki - Guam - Joylyn Muñoz - Guatemala - Sara Elizabeth Sandoval Villatoro - Holanda – Didi Schackmann - Hong Kong - Shirley Chau Yuen-Yee - Hungría - Ildiko Veinbergen - India - Preeti Mankotia - Irlanda - Joanne Black - Islas Caimán - Tasha Ebanks | - Islas Vírgenes Británicas - Chandi Trott - Islas Vírgenes de los Estados Unidos - Roshini Nibbs - Israel - Miri Bohadana - Italia - Rosanna Santoli - Jamaica - Imani Duncan - Japón - Mari Kubo - Letonia - Ieva Melina - Líbano - Julia Syriani - Lituania - Gabriele Bartkute - Macao - Geraldina Madeira da Silva Pedruco - Malasia - Trincy Low Ee Bing - México - Alejandra Quintero Velasco - Nigeria - Toyin Enitan Raji - Noruega - Inger Lise Ebeltoft - Nueva Zelanda - Sarah Brady - Panamá - Marisela Moreno Montero - Paraguay - Patricia Serafini Geoghegan - Perú - Paola Dellepiane Gianotti - Polonia - Ewa Jzabella Tylecka - Portugal - Suzana Leitao Robalo - Puerto Rico - Swanni Quiñones Laracuerte - Reino Unido - Shauna Marie Gunn - República Checa - Katerina Kasalova - República Dominicana - Patricia Bayonet Robles - Rumania - Dana Delia Pintilie - Rusia - Elena Bazina - Seychelles - Shirley Low-Meng - Singapur - Jacqueline Chew - Sudáfrica - Bernelee Daniell - Suecia - Jeanette Mona Hassel - Suiza - Stephanie Berger - Suazilandia - Mandy Saulus - Tahití - Timeri Baudry - Taiwán - Hsu Chun-Chun - Tanzania - Emily Adolf Fred - Tailandia - Yasumin Leautamornwattana - Trinidad y Tobago - Michelle Khan - Turquía - Demet Sener - Ucrania - Nataliya Shvachiy - Venezuela - Jacqueline Aguilera - Zambia - Miryana Bujisic - Zimbabue - Dionne Best |

## Acerca de los países participantes

### Regresos
- Barbados participó por última vez en 1990.
- Zambia participó por última vez en 1992.
- Bermudas y Lituania participaron por última vez en 1993.

### Retiros
- Islandia, y Sri Lanka perdieron la franquicia de Miss Mundo hasta 1999.
- República Popular de China, Kenia y Mauricio no enviaron una delegada a Miss Mundo.

### Renuncia
- Toyin Enitan Raji de Nigeria se retiró de la competencia debido a razones políticas.

## Acerca de las candidatas
- Jacqueline Aguilera fue la quinta venezolana en ganar el título de Miss Mundo. Antes de que ella compitiera en Miss Mundo, ganó también Top Model of the World 1995 en Miami.
- 2 concursantes compitieron en Miss Universo 1995: Toyin Enitan Raji (Nigeria) y Paola Dellepiane Gianotti (Perú).
- 7 concursantes compitieron en Miss Universo 1996: Veronique De Kock (Bélgica), Tasha Ebanks (Islas Caimán), Julia Syriani (Líbano), Sarah Brady (Nueva Zelanda), Inger Lise Ebeltoft (Noruega), Stephanie Berger (Suiza) y Michelle Khan (Trinidad y Tobago).
- Michelle Khan de Trinidad y Tobago quedó como 2.ª finalista en Miss Mundo, no tuvo el mismo éxito en Miss Universo 1996 en Las Vegas, años más tarde pasó a ganar Top Model of the World 1998 en Alemania.
- Trincy Low Ee Bing de Malasia compitió en Miss Universo 1997.
- Joylyn Muñoz de Guam compitió en Miss Universo 1998.
- Zambia y Zimbabue enviaron sus primeras delegados de raza blanca para Miss Mundo. Miryana Bujisic de Zambia es mitad yugoslava.
- Esta es la primera vez que se les dio a los premios al Mejor Traje de noche (Ghana) y el mejor traje de baño (Israel).
- Las preliminares se celebraron en Sun City, Sudáfrica, también en Comores, y en Dubái, Emiratos Árabes Unidos.
- Timeri Baudry de Tahití ganó Miss Intercontinental 1996 en Alemania.
- Yasumin Leaudmornwattana de Tailandia fue 1.ª finalista en Miss Mundo Tailandia 1994. El concurso de 1995 había sido cancelada en honor a la muerte de la Princesa de Tailandia.
- 7 de los 10 países que clasificaron a las semifinales, no estuvieron en las semifinales del año pasado: México (1981), Bolivia (1983), Trinidad y Tobago (1986), Australia (1991), Israel (1992), Corea del Sur (1993), y Bulgaria clasificó por primera vez desde su debut en 1988.
- Geraldina Madeira da Silva Pedruco de Macao, pasó a competir en Miss China Internacional 1996, pero no clasificó en la fase de semifinales.

## Orden de Grupos

### Dubái, Emiratos Árabes Unidos
| - Austria - Bangladés - Bélgica - Chipre - Finlandia - Alemania - Ghana - Grecia - Holanda - Hong Kong - Hungría - India - Irlanda - Italia | - Líbano - Lituania - Malasia - Noruega - Filipinas - Polonia - Singapur - Sudáfrica - Suecia - Suiza - Tailandia - Turquía - Reino Unido |

### Islas Comoras
| - Islas Vírgenes de los Estados Unidos - Australia - Islas Vírgenes Británicas - Bulgaria - Canadá - Croacia - República Checa - Gibraltar - Guatemala - Jamaica - Macao - Nueva Zelanda - Nigeria | - Panamá - Portugal - Puerto Rico - Rumania - Rusia - Seychelles - España - Suazilandia - Taiwán - Tanzania - Trinidad y Tobago - Ucrania - Estados Unidos |

### Sun City, Sudáfrica
| - Argentina - Aruba - Bahamas - Barbados - Bermuda - Botsuana - Brasil - Islas Caimán - Chile - Colombia - Costa Rica - Curazao - Dinamarca - República Dominicana - Ecuador - Estonia | - Francia - Guam - Israel - Japón - Corea del Sur - Letonia - México - Paraguay - Perú - Eslovaquia - Eslovenia - Tahití - Venezuela - Zambia - Zimbabue |